# فرودگاه نوی‌براندنبورگ
 فرودگاه نویبراندنبورگ (به آلمانی: Flughafen Neubrandenburg) یک فرودگاه همگانی و نظامی با کد یاتا FNB است . این فرودگاه در شهر نویبرندنبورگ کشور آلمان قرار دارد و در ارتفاع ۶۹ متری از سطح دریا واقع شده است.